# Fångad i en dröm
Fångad i en dröm, text och musik av Björn Skifs och Bengt Palmers, var Björn Skifs bidrag till Melodifestivalen 1981, där Fångad i en dröm vann och fick representera Sverige i Eurovision Song Contest 1981 i Irland, med Anders Berglund som dirigent. Som bäst fick bidraget 12 poäng av Frankrike och låg som bäst till på femte plats efter sjunde röstningsomgången. Till sist hade Sverige fått ihop 50 poäng, vilket gav en tionde plats. Detta var det första svenska bidrag som fått 12 poäng av juryn.
På svenska singellistan placerade sig singeln som högst på elfte plats. På Svensktoppen låg melodin i sju veckor under perioden 5 april-24 maj 1981, med tredjeplats som bästa resultat där .
Melodin skrevs till musikalen Spök, och användes också där, men när Bengt Palmers blev inbjuden till att skriva ett av fem bidrag i Melodifestivalen valde han och Björn Skifs ut den här låten till att först tävla där.

## Listplaceringar
| Lista (1981) | Position |
| ------------ | -------- |
| Sverige      | 11       |